# أحمد بن بيات
 أحمد عبد الله جمعة بن بيات  الأمين العام السابق للمجلس التنفيذي في حكومة دبي ورئيس مجلس إدارة شركة دو  في الإمارات العربية المتحدة. وقد شغل مناصب أخرى منها المدير العام لسلطة المنطقة الحرة في دبي للتكنولوجيا والإعلام. درس إدارة الأعمال في أمريكا وعمل في شركة اتصالات حتى أصبح نائب مدير فرع دبي. وقد عين عام 1999 مديرا تنفيذيا لمدينة دبي للإنترنت. وقد بادر لاستضافة شركات دولية لتعمل في المدينة الحرة، خاصة في مجالات التجارة الإليكترونية وتكنولوجيا المعلومات.

## المسيرة المهنية (المناصب الحالية)

### الرئيس التنفيذي، دبي القابضة (2009 – حتى الآن)
يتولى بن بيات الإدارة الاستراتيجية لـ دبي القابضة والمؤسسات التابعة لها بالتعاون مع أعضاء الإدارة التنفيذية في الشركة، ويهدف إلى تحقيق النمو المستدام في أعمال الشركة وتحقيق أهدافها الاستراتيجية.

### عضو مجلس أمناء كلية دبي للإدارة الحكومية (2008 – حتى الآن)
بصفته أحد أعضاء مجلس الأمناء يعنى بن بيات في متابعة أداء وآليات عمل كلية دبي للإدارة الحكومية ليسهم في المحافظة على مكانتها باعتبارها المؤسسة الأكاديمية الأبرز لبحوث ودراسات السياسة العامة في المنطقة.

### رئيس مجلس إدارة شركة الإمارات للاتصالات المتكاملة ش.م.ع المعروفة بـ du (2006 – حتى الآن)
بن بيات هو رئيس مجلس الإدارة المؤسس لـ دو (شركة اتصالات)، حيث يشغل هذا المنصب منذ ولادة فكرة إطلاق مشغل ثان للاتصالات في دولة الإمارات العربية المتحدة عام 2006، مرورا بالإطلاق التجاري لخدمات الهاتف المتحرك للشركة عام 2007 وحتى الآن. ويتولى من موقعه رئاسة مجلس إدارة الشركة والإدارة الاستراتيجية للشركة للإسهام في تطوير قطاع الاتصالات في الإمارات.

### المدير العام لسلطة منطقة دبي الحرة للتكنولوجيا والإعلام (2005 – حتى الآن)
يتولى بن بيات من موقعه كمدير عام لهيئة منطقة دبي الحرة للتكنولوجيا والإعلام الإشراف على تأسيس وتسجيل شركات في مجمعات تيكوم للأعمال التي تضم: مدينة دبي للإنترنت، مدينة دبي للتعهيد، مدينة دبي للإعلام، مدينة دبي للاستديوهات، المنطقة العالمية للإنتاج الإعلامي، ومدينة دبي للخدمات الصحية، وقرية المعرفة (دبي)، مدينة دبي الأكاديمية العالمية، ومجمع البيئة والطاقة (إنبارك)، ودبي بيوتك، ومدينة دبي الصناعية، والمجموعة الإعلامية العربية.

## المسيرة المهنية (المناصب السابقة)

### رئيس مجلس إدارة المكتب الاستشاري (2008 – 2012)
ساهم بن بيات خلال توليه هذا المنصب الإشراف على قرارات مجلس إدارة المكتب الاستشاري بما يضمن تحقيق أفضل النتائج التي تصب في مصلحة القطاع العام لإمارة دبي. وقد شكلت حكومة دبي المجلس الاستشاري ليضم في صفوفه نخبة من صناع القرار لتوفير أفضل مشورة لمؤسسات القطاع العام في دبي والإمارات الأخرى ومنطقة الشرق الأوسط وشمال أفريقيا.

### رئيس مجلس الإدارة التنفيذي لشركة تيكوم للاستثمارات (2007 – 2012)
من موقعه كرئيس مجلس الإدارة التنفيذي لشركة تيكوم للاستثمارات تولى بن بيات تطوير أبرز منطقة لبناء الصناعات القائمة على اقتصاد المعرفة. وقد أصبحت الشركة تضم 11 مجمعا للأعمال تغطي قطاعات تكنولوجيا المعلومات، والإعلام، والتعليم، والتكنولوجيا الحيوية، والرعاية الصحية، والصناعة والطاقة. ويجدر الذكر إن أعمال تيكوم للاستثمار تضم استثمارات عالمية وشراكات.

### عضو مجلس الأمناء، جامعة زايد (2007 – 2011)
حرص بن بيات خلال عضويته في مجلس الأمناء على ضمان تحقيق أهداف الجامعة بتقديم برامج تعليمية وفق أفضل معايير الجودة في المجال وهو ما انعكس على مخرجات العملية التعليمية ورفد سوق العمل بخريجين متميزين.

### رئيس مجلس إدارة اللجنة التأسيسية، أسواق (2008 – 2010)
تحت إدارته نجحت اللجنة التأسيسية في إطلاق أسواق كأول سلسلة مراكز مبيعات بالتجزئة في مختلف أنحاء دولة الإمارات العربية المتحدة التي أرست نفسها كهوية وطنية ملتزمة بتعزيز التواصل مع المجتمع من خلال مشروعاتها التي توفر للأسرة تجربة تسوق متميزة.

### رئيس مجلس إدارة مؤسسة دبي العقارية (2007 – 2010)
قام بن بيات من خلال هذا الموقع بإدارة كافة العقارات المملوكة لحكومة دبي تحت مظلة مؤسسة واحدة، وكما شارك في إطلاق مجموعة دبي للعقارات المعنية بامتلاك وإدارة كافة العقارات التابعة لحكومة الإمارة. وكما تولى خلال رئاسته لهذه المؤسسة ضمان الاستثمار الأمثل وتوفير الدعم اللازم للأراضي والعقارات الصناعية والتجارية.

### عضو اللجنة العليا للشؤون المالية في دبي (2007 – 2009)
تولى بن بيات خلال توليه لها المنصب الإشراف على تطوير السياسات المالية والمعايير للقطاع العام.

### الأمين العام للمكتب التنفيذي لحكومة إمارة دبي (2006 – 2009)
قام أحمد بن بيات خلال شغله هذا المنصب بلعب دور رئيسي في وضع الخطة الاستراتيجية للإمارة، وذلك يشمل وضع وتنفيذ خطة دبي الاستراتيجية 2015.

### رئيس برنامج دبي لتميز الأداء الحكومي (2006 – 2009)
خلال رئاسته لبرنامج دبي لتميز الأداء الحكومي ساهم بن بيات في وضع الآليات التي تضمن الارتقاء بأداء القطاع العام (الحكومي) في إمارة دبي وفق أفضل المعايير المتعارف عليها عالميا.

### رئيس مجلس إدارة لجنة دبي للتخطيط العمراني (2006 – 2008)
أسهم بن بيات برؤيته الاستراتيجية في تطوير ووضع الخطط المستقبلية للتطوير العمراني في الإمارة.

### عضو اللجنة العليا لقطاع الاتصالات (2004 – 2008)
من موقعه كعضو للجنة العليا لقطاع الاتصالات في دولة الإمارات العربية المتحدة شارك بن بيات في وضع التشريعات الناظمة لقطاع الاتصالات في الدولة وتأسيس وإطلاق هيئة تنظيم الاتصالات، بالإضافة إلى إجراءات إنهاء احتكار القطاع وإدخال المنافسة لأول مرة.

### رئيس مجلس إدارة مجلس دبي للتعليم (2005 – 2006)
خلال توليه لهذا المنصب حرص بن بيات على وضع إستراتيجية متعددة المراحل لقطاع التعليم في الإمارة، أراد عبرها المساهمة في الارتقاء بالعملية التعليمية في دبي على المدى المتوسط والطويل.

### عضو مجلس إدارة شركة الثريا للاتصالات (1997 - 1999)
يعتبر بن بيات عضوا مؤسسا في مجلس إدارة شركة الثريا للاتصالات، وتولى من خلال موقعه الإشراف على وضع نموذج عمل الشركة وتطوير استراتيجيتها باعتبارها أول شركة على مستوى الشرق الأوسط لتقديم خدمات الهاتف المتحرك عبر الأقمار الصناعية. وكما شهد وشارك في إدارة إطلاق أول قمر صناعي متوسط المدار في المنطقة (الثريا 1) وإطلاق خدمة المكالمات الصوتية من هاتف متحرك إلى آخر عبر الأقمار الصناعية.

### نائب المدير الإقليميلمؤسسة الإمارات للاتصالات (اتصالات)(Etisalat) (1984 – 1999)
من موقعه آنذاك ساهم بن بيات في انطلاق المؤسسة لتصبح مشغل اتصالات إقليمي. وشارك في جانب من إنجازات المؤسسة – والإمارات ككل- في قطاع الاتصالات، مثل تحويل نظام عمل الشبكات في الإمارات من النظام الاعتيادي إلى الرقمي وإطلاق الإنترنت وخدمات الهاتف المتحرك، والتجارة الإلكترونية في الإمارات.